# Nigdzie w Afryce (powieść)
 Nigdzie w Afryce (niem. Nirgendwo in Afrika) – powieść autobiograficzna autorstwa Stefanie Zweig, wydana w Polsce w 2004 roku nakładem wydawnictwa Amber.

## Ekranizacja
Film wyreżyserowany przez Caroline Link  na podstawie powieści w 2003 roku otrzymał Oskara w kategorii "Najlepszy film nieanglojęzyczny".